# Ventasso
Ventasso (Vêntās in dialetto locale) è un comune italiano sparso di 3 842 abitanti della provincia di Reggio Emilia in Emilia-Romagna. È stato istituito il 1º gennaio 2016 dalla fusione dei comuni di Busana, Collagna, Ligonchio e Ramiseto. La sede si trova a Cervarezza Terme. Lo statuto ha altresì istituito, ai sensi dell'articolo 16 del D.Lgs. 267/2000, i municipi nei territori dei quattro ex comuni.

## Geografia fisica
Ventasso è il comune più grande per superficie della provincia di Reggio nell'Emilia. Si tratta per superficie anche del comune fuso più grande d'Italia da quando è stato istituito il processo di fusione, disciplinato per legge dal testo unico degli enti locali del 2000.
Si trova presso l'estremità meridionale della provincia e lambisce una buona porzione del crinale appenninico, confinando a sud con la Regione Toscana, precisamente con i comuni di Sillano Giuncugnano (LU), Fivizzano e Comano (MS), a ovest con Palanzano e Monchio delle Corti (PR), a nord con Vetto e Castelnovo ne' Monti (RE) e a est con Villa Minozzo (RE).

## Storia
Il comune è stato istituito a seguito di un referendum consultivo svoltosi nel maggio del 2015 che ha avuto esito positivo in ognuno dei quattro comuni interessati, i quali, tutti con caratteristiche sociali e morfologiche simili, collaboravano già da anni nell'Unione dei comuni dell'Alto Appennino Reggiano.
Il nome Ventasso, scelto con il referendum, non fa riferimento a una località, ma all'omonimo monte, posto al centro del comune, alto 1727 m s.l.m.; la cima più elevata del comune rimane però il monte Prado, alto 2054 m s.l.m.

### Simboli
Lo stemma del nuovo comune, concesso con decreto del Presidente della Repubblica del 31 gennaio 2018, comprende i quattro precedenti stemmi dei comuni fusi.
(D.P.R. del 31 gennaio 2018)
Il gonfalone è un drappo di azzurro.

## Monumenti e luoghi d'interesse

### Architetture religiose
- Chiesa di Sant'Anna

### Aree naturali
Il comune di Ventasso interessa un vasto territorio di grande pregio naturalistico compreso tra le valli dell'Ozola, della Secchia e dell'Enza; rappresenta la maggioranza del territorio interessato dal Parco nazionale dell'Appennino Tosco-Emiliano.
Il territorio, a forte vocazione turistica, comprende note località di villeggiatura sia estive che invernali, come Ligonchio, Cerreto Laghi, Cervarezza Terme e Succiso.

## Società

### Evoluzione demografica
Abitanti censiti

### Etnie e minoranze straniere
Al 31 dicembre 2017 gli stranieri residenti nel comune sono 352, pari all'8,3% della popolazione. Le nazionalità più numerose sono:
- Romania: 84
- Repubblica di Macedonia: 50
- Ucraina: 41
- Albania: 38
- India: 32
- Moldavia: 20

## Amministrazione
| Periodo         | Periodo        | Primo cittadino | Partito                         | Carica      | Note   |
| --------------- | -------------- | --------------- | ------------------------------- | ----------- | ------ |
| 1º gennaio 2016 | 7 giugno 2016  | Giorgio Orrù    |                                 | Comm. pref. | [ 10 ] |
| 7 giugno 2016   | 4 ottobre 2021 | Antonio Manari  | Lista civica di centro-sinistra | Sindaco     | [ 11 ] |